# Fox Sports Networks
Fox Sports Networks (antes conocida como Fox Sports Net) fue un grupo de canales de televisión regionales de deportes en Estados Unidos que fueron principalmente propiedad y operados por Fox Entertainment Group, una división de la extinta News Corporation.
Cada canal emite en una región específica del país. Cada uno posee los derechos de algunos equipos de su región, en particular de las Grandes Ligas de Béisbol (MLB), la National Basketball Association (NBA), la WNBA y la National Hockey League (NHL), así como equipos universitarios.
En 1995, la Fox Broadcasting Company compró el 50% de los canales Prime Sports, del grupo Liberty Media, y al año siguiente fueron renombrados a Fox Sports Networks. La Fox compró el 100% de los canales en 2005.
Debido a la venta de 21st Century Fox a The Walt Disney Company en 2019, Disney excluyó las operaciones de Fox Sports Networks para obtener la aprobación de compra. Esta decisión fue tomada debido a que Disney competía directamente con Fox mediante la red de canales deportivos ESPN y, de haberse aprobada la compra, ESPN obtendría el monopolio de eventos deportivos por televisión a nivel regional.  
Sin embargo el 3 de mayo del 2019 la empresa Sinclair Broadcast Group compró 21 canales deportivos regionales de Fox Sports Networks por $10.6 mil millones. En 31 de marzo los canales fueron renombrados para Bally Sports. 

## Canales
Costa Este
| Canal                           | Región                               |
| ------------------------------- | ------------------------------------ |
| Fox Sports Carolinas            | Carolina del Norte, Carolina del Sur |
| Fox Sports Florida / Sun Sports | Florida                              |
| Fox Sports New Orleans          | Luisiana                             |
| Fox Sports South / SportSouth   | Georgia, Misisipi, Alabama           |
| Fox Sports Tennessee            | Tennessee, norte de Alabama          |

Centro
| Canal                             | Región                                      |
| --------------------------------- | ------------------------------------------- |
| Fox Sports Detroit                | Míchigan                                    |
| Fox Sports Indiana                | Indiana                                     |
| Fox Sports Kansas City            | Kansas, este de Misuri, Nebraska, Iowa      |
| Fox Sports Midwest                | Oeste de Misuri, sur de Illinois            |
| Fox Sports Ohio / SportsTime Ohio | Ohio, Kentucky                              |
| Fox Sports Oklahoma               | Oklahoma                                    |
| Fox Sports North                  | Minnesota, Dakora del Norte, Dakota del Sur |
| Fox Sports Southwest              | Texas                                       |
| Fox Sports Wisconsin              | Wisconsin                                   |

Costa Oeste
| Canal                          | Región                                     |
| ------------------------------ | ------------------------------------------ |
| Fox Sports Arizona             | Arizona, Nuevo México, Utah, sur de Nevada |
| Fox Sports San Diego           | San Diego                                  |
| Fox Sports West / Prime Ticket | Sur de California, sur de Nevada, Hawái    |

## Historia
En los albores de la era de la televisión por cable, muchas redes de deportes regionales (RSN) competían con la mayor red nacional de deportes, ESPN. Las más notables fueron las redes de Sports Channel, que salió al aire en 1976 (ahora MSG Plus), Prime Network salió al aire en 1983 con Home Sports and Entertainment (ahora Fox Sports Southwest) y posteriormente se diversificó hacia la costa oeste como "Prime Sports" y SportSouth, la RSN operada por Turner Broadcasting System.
En 1986 News Corporation en una joint venture con Tele-Communications Inc. lanzó Fox Sports Net. En 1996, Fox compró SportSouth y le cambió el nombre a "Fox Sports South". En 1997 Fox/Libery adquirió una participación del 40% de Cablevision que operaba la red de deportes Sports Channel America. A principios de 1998, SportsChannel América se unió a la familia Fox Sports Net. Sólo Sports Channel Florida no fue rebautizado en este momento y no se uniría a FSN hasta el 2000.
En 2006, Fox vendió a Liberty Media cuatro canales deportivos regionales: FSN Utah, FSN Pittsburgh, FSN Northwest y FSN Rocky Mountain, que luego pasaron a denominarse Root Sports.
En 2009 se lanza el servicio en HD llamado Fox Sports Networks HD de 16:9 y 720p, los mismos canales con la misma programación pero ahora en alta definición.
Debido a la venta de 21st Century Fox a The Walt Disney Company en 2019, Disney excluyó las operaciones de Fox Sports Networks para obtener la aprobación de compra.  Esta decisión fue tomada debido a que Disney competía directamente con Fox mediante la red de canales deportivos ESPN y, de haberse aprobada la compra, ESPN obtendría el monopolio de eventos deportivos por televisión a nivel regional. Se espera que sea comprada por otras empresas o se convierta en una corporación independiente. 
Sin embargo el 3 de mayo de 2019 la empresa Sinclair Broadcast Group compró 21 canales deportivos regionales de fox Sports Networks por $10.6 billones. En 31 de marzo de 2021 Sinclair renombró los canales tras vender los derechos de lo nombre para Bally's Corporation. 

## Programas
| Canal                          | NBA                                               | MLB                           | NHL                             | WNBA              |
| ------------------------------ | ------------------------------------------------- | ----------------------------- | ------------------------------- | ----------------- |
| Fox Sports Arizona             | Phoenix Suns                                      | Arizona Diamondbacks          | Arizona Coyotes                 | Phoenix Mercury   |
| Fox Sports Carolinas           | Charlotte Hornets                                 | -                             | Carolina Hurricanes             | -                 |
| Fox Sports Detroit             | Detroit Pistons                                   | Detroit Tigers                | Detroit Red Wings               | -                 |
| Fox Sports Florida             | Orlando Magic                                     | Miami Marlins                 | Florida Panthers                | -                 |
| Fox Sports Indiana             | Indiana Pacers                                    | -                             | -                               | Indiana Fever     |
| Fox Sports Kansas City         | -                                                 | Kansas City Royals            | -                               | -                 |
| Fox Sports Midwest             | -                                                 | St. Louis Cardinals           | St. Louis Blues                 | -                 |
| Fox Sports New Orleans         | New Orleans Pelicans                              | -                             | -                               | -                 |
| Fox Sports North               | Minnesota Timberwolves                            | Minnesota Twins               | Minnesota Wild                  | Minnesota Lynx    |
| Fox Sports Ohio                | Cleveland Cavaliers                               | Cincinnati Reds               | Columbus Blue Jackets           | -                 |
| Fox Sports Oklahoma            | Oklahoma City Thunder                             | -                             | -                               | -                 |
| Fox Sports San Diego           | -                                                 | San Diego Padres              | -                               | -                 |
| Fox Sports South / SportSouth  | Atlanta Hawks Charlotte Hornets Memphis Grizzlies | Atlanta Braves                | -                               | Atlanta Dream     |
| Fox Sports Southwest           | Dallas Mavericks San Antonio Spurs                | Texas Rangers                 | Dallas Stars                    | San Antonio Stars |
| Fox Sports Tennessee           | Memphis Grizzlies                                 | -                             | Nashville Predators             | -                 |
| Fox Sports West / Prime Ticket | Los Angeles Clippers                              | Los Angeles Angels of Anaheim | Los Angeles Kings Anaheim Ducks | -                 |
| Fox Sports Wisconsin           | Milwaukee Bucks                                   | Milwaukee Brewers             | -                               | -                 |
| SportsTime Ohio                | -                                                 | Cleveland Indians             | -                               | -                 |
| Sun Sports                     | Miami Heat                                        | Tampa Bay Rays                | Tampa Bay Lightning             | -                 |

## Fox Sports College
Fox Sports Networks también ofrecido Fox Sports College (antes Fox Sports Digital Networks) para los suscriptores de cable digital. Se trata de tres canales (Atlántico, Central y Pacífico) que proveen programas (deporte escolar principalmente universitarios) que se llevaría desde cada red FSN individual, así como los informes regionales de cada afiliado deportivas y producida individualmente.

## Sede
Fox Sports Networks tiene su sede principal en Los Ángeles. Sus instalaciones de control maestro se basan tanto en Los Ángeles como en Houston. En febrero de 2005, News Corporation (empresa matriz de Fox) se convirtió en propietario al 100 por ciento de Fox Sports Networks, después del intercambio de activos con Cablevision Corporation. Fox Sports Networks también utiliza los estudios de Florida después de Nickelodeon Studios cerrara en 2005.